# Wesołych świąt – Drake i Josh
Wesołych Świąt – Drake i Josh (ang. Merry Christmas, Drake & Josh) – kanadyjsko-austrailijski film komediowy z 2008 roku w reżyserii Michaela Grossmana, powstały na podstawie serialu Drake i Josh. Wyprodukowany przez Schneider’s Bakery i Nickelodeon Productions.
Światowa premiera filmu miała miejsce 5 grudnia 2008 roku na amerykańskim Nickelodeon. W Polsce premiera filmu odbyła się 9 grudnia 2012 roku na kanale Nickelodeon Polska. Film był również emitowany w TV Puls 24 grudnia 2012 roku.

## Opis fabuły
Nadchodzą święta Bożego Narodzenia. Drake (Drake Bell) i Josh (Josh Peck) pracują w centrum handlowym, pierwszy jako Święty Mikołaj, a drugi jako jego pomocnik. Pewna dziewczynka o imieniu Mary Alice (Bailee Madison) prosi Drake’a, aby sprawił, że będą to najpiękniejsze święta dla jej rodziny. Drake obiecuje spełnić jej życzenie. Wkrótce po tym zdarzeniu Josh zostaje aresztowany i trafia do więzienia. Po nieudanej próbie ucieczki zostają postawieni przed sądem. Sędzia zgadza się uwolnić Drake’a i Josha pod jednym warunkiem, że spełnią dziewczynce jej obietnicę.

## Obsada
- Drake Bell jako Drake Parker
- Josh Peck jako Josh Nichols
- Miranda Cosgrove jako Megan Parker
- Nancy Sullivan jako Audrey Parker-Nichols
- Jonathan Goldstein jako Walter Nichols
- Allison Scagliotti jako Mindy Crenshaw
- Scott Halberstadt jako Eric Blonnowitz
- Alec Medlock jako Craig Ramirez
- Yvette Nicole Brown jako Helen Dubois
- Jerry Trainor jako Szalony Steve
- Jake Farrow jako Gavin
- Julia Duffy jako pani Hayfer
- Bailee Madison jako Mary Alice Johannson
- Devon Graye jako Luke
- Camille Goldstein jako Lily
- Cosette Goldestein jako Violet

i inni

## Wersja polska
Wersja polska: na zlecenie Nickelodeon Polska – Start International Polska

Nadzór merytoryczny: Aleksandra Dobrowolska i Katarzyna Dryńska

Wystąpili:
- Paweł Ciołkosz – Drake Parker
- Krzysztof Królak – Josh Nichols
- Justyna Bojczuk – Megan Parker
- Elżbieta Jędrzejewska – mama – Audrey Parker-Nichols
- Marek Robaczewski – tata – Walter Nichols
- Marta Zgutczyńska – Mindy Crenshaw
- Grzegorz Drojewski – Eric Blonnowitz
- Adam Pluciński – Craig Ramirez
- Anna Sztejner – Helen Dubois
- Adrian Perdjon – Szalony Steve
- Elżbieta Kopocińska-Bednarek –
  - głos komputera nawigacji,
  - pani Hayfer – nauczycielka
- Magda Kusa – Mary Alice Johansson
- Mikołaj Klimek – Bludge
- Tomasz Borkowski – oficer Perry J. Gilbert
- Stefan Knothe – sędzia Newman
- Kacper Cybiński – Zigfee
- Maciej Dybowski – Trey
- Grzegorz Kwiecień – Luke
- Martyna Sommer – Violet
- Jolanta Wołłejko – mama Perry’ego
- Robert Jarociński – radiowy prezenter pogody

oraz:
- Paweł Szczesny
- Jakub Szydłowski
- Cezary Kwieciński
- Joanna Pach-Żbikowska
- Adam Krylik

i inni
Lektor: Kacper Kaliszewski